# 2008年夏季残疾人奥林匹克运动会秘鲁代表团
2008年夏季残疾人奥林匹克运动会秘鲁代表团是秘鲁派出的2008年夏季残疾人奥林匹克运动会代表团。未获得奖牌。